# Jeje Lalpekhlua
Jeje Lalpekhlua (Mizoram, 7 gennaio 1991) è un politico ed ex calciatore indiano, di ruolo attaccante.

## Carriera

### Club

#### Giovanili
Nato nel piccolo villaggio di Hnahthial, nel Mizoram, Jeje è cresciuto in una famiglia di appassionati di calcio. Suo padre e suo fratello maggiore giocavano per una squadra locale, mentre suo zio rappresentava il Mizoram nel Santosh Trophy. Quattro mesi dopo il ritiro del padre, Jeje fece il suo debutto con la sua squadra.
Nonostante l'iniziale esitazione dei genitori a intraprendere la carriera calcistica professionistica, grazie alle ottime prestazioni nella Coppa Wai Wai, organizzata dallo stato, Jeje è riuscito a entrare nella squadra Under-19 del Mizoram. Ha impressionato gli allenatori al ritiro di selezione Under-19 a Gwalior ed è stato selezionato per le qualificazioni nazionali Under-19.

#### Pune e prestito al Pailan Arrows

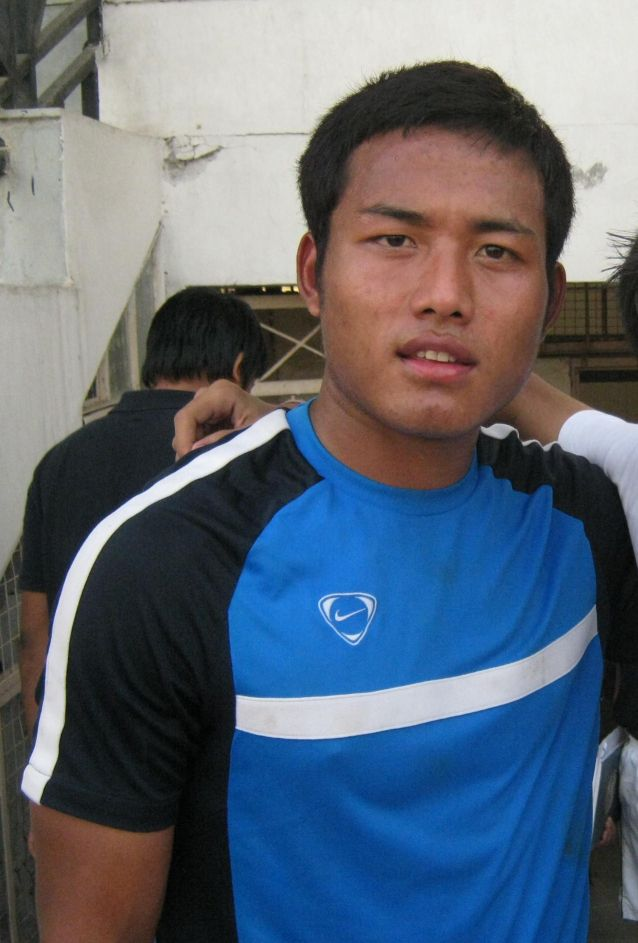
Jeje Lalpekhlua agli Indian Arrows.

Il suo talento catturò l'attenzione del Pune FC, che lo ingaggiò quando aveva 16 anni. Inizialmente giocando nelle giovanili, nel 2009 fece il suo debutto da senior per il Pune, che allora militava nella I-League 2nd Division. A diciotto anni segnò contro lo Sporting Goa il 17 ottobre 2009 in un pareggio per 2-2, durante la stagione 2009-10 della I-League. Segnò di nuovo nella stessa stagione contro il Chirag United in un pareggio per 1-1.
Il 1° luglio 2010, Jeje firmò per i nuovi arrivati dell'I-League, i Pailan Arrows, con un prestito di un anno dalla squadra madre, il Pune, per la stagione 2010-11 dell'I-League. La squadra dei Pailan Arrows era composta solo da giocatori indiani under 19.  Durante l'Indian Federation Cup del 2010, segnò 1 gol per i Pailan Arrows nelle due partite che giocò. Il 3 dicembre 2010, Jeje partecipò alla prima partita dell'I-League dei Pailan Arrows, contro il Chirag United, in una sconfitta per 2-1. L'8 dicembre 2010, Lalpekhlua segnò il suo primo gol in assoluto per i Pailan Arrows contro l'ONGC FC in un pareggio per 1-1. Dopo di che iniziò una serie enorme di gol e si guadagnò molti elogi da parte di molti membri del personale di punta dell'AIFF. Il 13 marzo 2011 ha segnato 4 gol contro Air India in una partita di I-League che si è conclusa con una vittoria per 5-2. Ha segnato di nuovo 4 gol contro Mohun Bagan in un'entusiasmante vittoria per 5-4, il 29 maggio, che è stata anche la sua ultima partita per il club. Ha concluso la sua stagione stellare con 13 gol in 15 presenze, diventando anche il miglior marcatore indiano della stagione. Il 26 settembre 2011 ha vinto il premio FPAI come miglior giovane giocatore per la stagione 2010-11, battendo giocatori come Raju Gaikwad e Lenny Rodrigues.

#### Ritorno al Pune
Il 7 luglio 2011 è stato annunciato che Lalpekhlua sarebbe tornato al suo club madre, il Pune, per la stagione 2011-12 della I-League. Lalpekhlua ha fatto la sua prima partenza e la sua prima partita complessiva per il Pune dal suo ritorno dal Pailan Arrows, il 17 settembre 2011 durante la partita della fase a gironi della Federation Cup contro il Dempo, in una vittoria per 2-1. Jeje ha poi segnato il suo secondo gol nella Federation Cup il 19 settembre 2011 contro l'East Bengal al Salt Lake Stadium, in una sconfitta per 2-1. Ha iniziato la stagione 2011-12 della I-League come titolare regolare per il Pune. Nella seconda partita della stagione ha segnato il suo primo gol al 78° minuto per portare il punteggio a 1–2 contro lo Sporting Goa, che si è concluso 2–2 il 28 ottobre 2011. Ha continuato la sua forma realizzativa nella partita successiva quando ha segnato contro il Chirag United in quella che è stata la prima vittoria del Pune della stagione in una vittoria per 3–1 il 1 novembre 2011. Ha poi segnato un altro gol nella I-League contro il Dempo al 26° minuto il 19 novembre 2011. Nonostante il gol, il Pune ha comunque perso la partita per 3–1.  Il 3 gennaio 2012, Jeje è entrato come sostituto e ha segnato al 36° minuto contro il Mohun Bagan in una vittoria per 2–1, che è stato anche il suo ultimo gol della stagione. Ha terminato la stagione con 5 gol.

#### Dempo
Il 15 giugno 2013 firma per il Dempo con un contratto di due anni. Debutta per la squadra di Goa durante la stagione 2013-14 della I-League, il 22 settembre 2013 contro lo Shillong Lajong, in cui subentrò come sostituto di Mandar Rao Dessai al 55° minuto, quando il Dempo perse la partita 3-0. Segna il suo primo gol per il club, una settimana dopo, contro Mumbai in un pareggio per 1-1. Segna il suo quinto e ultimo gol per il club contro la sua ex squadra, il Pune, il 28 aprile 2014 in una vittoria per 3-0.

#### Mohun Bagan
Il 28 maggio 2014, è stato annunciato che Jeje avrebbe firmato un contratto di un anno con il Mohun Bagan.  L'11 agosto 2014 ha segnato al suo debutto, al 41° minuto, guadagnando e convertendo un rigore, in quello che si è rivelato essere l'unico gol nella vittoria per 1-0 in una partita contro il Tollygunge Agragami nella Calcutta Football League.

#### Chennaiyin
Il 1° settembre 2014 è stato ceduto in prestito al Chennaiyin per la stagione inaugurale dell'ISL. Il 15 ottobre 2014 ha fatto il suo debutto per il club contro il Goa, subentrando a Balwant Singh all'80° minuto. Ha segnato il suo primo gol per il club il 28 ottobre 2014, contro il Mumbai City al 26° minuto in una schiacciante vittoria per 5-1. Il 16 dicembre 2014 ha segnato un gol cruciale per il Chennaiyin contro i Kerala Blasters nella semifinale di ritorno dei playoff della Indian Super League 2014, che ha portato la partita ai tempi supplementari. Il Chennaiyin ha vinto la partita per 3-1, ma non è riuscito a qualificarsi per la finale complessivamente. Ha concluso la stagione con 4 gol in 13 presenze, diventando anche il capocannoniere indiano della stagione.
Dopo un breve ritorno al Mohun Bagan, Jeje è stato trattenuto dal Chennaiyin per la stagione 2015 dell'Indian Super League.  Ha segnato il suo primo gol della stagione nella partita di apertura il 3 ottobre 2015, contro i campioni in carica dell'ATK in una sconfitta per 3-2. Ha segnato la sua prima doppietta in carriera nell'ISL contro l'allora club ISL Delhi Dynamos il 24 novembre 2015 in una sconfitta per 4-0. Ha segnato anche nell'andata dei playoff di semifinale contro l'ATK il 12 dicembre 2015 in una vittoria per 3-0.  Ha giocato nella finale dell'Indian Super League 2015 il 20 dicembre 2015, vincendo per la prima volta il titolo. Ha terminato la stagione con 6 gol e 3 assist in 11 presenze. È stato anche scelto come Giocatore Emergente della Stagione.  Jeje ha segnato 9 gol in 20 presenze nella Indian Super League 2017-18, inclusi due gol nella semifinale dei playoff contro il Goa. Il Chennai ha vinto il suo secondo titolo ISL con una vittoria per 3-2 sul Bengaluru in finale e Jeje è diventato il primo capocannoniere indiano del club. La stagione 2018-19 della Indian Super League ha visto un calo nella forma di Jeje, che è riuscito a segnare solo un gol in 16 presenze, mentre il Chennai ha concluso la stagione in fondo alla classifica. Jeje ha perso l'intera stagione 2018-19 a causa di un grave infortunio al ginocchio. L'8 settembre 2020 ha annunciato la sua uscita dal club dopo sei anni di associazione.

#### East Bengal
Il 18 ottobre 2020, Jeje si è unito all'East Bengal con un contratto di un anno in vista della stagione 2020-21 dell'Indian Super League. Ha segnato nella sconfitta per 6-5 contro l'Odisha.

### Nazionale

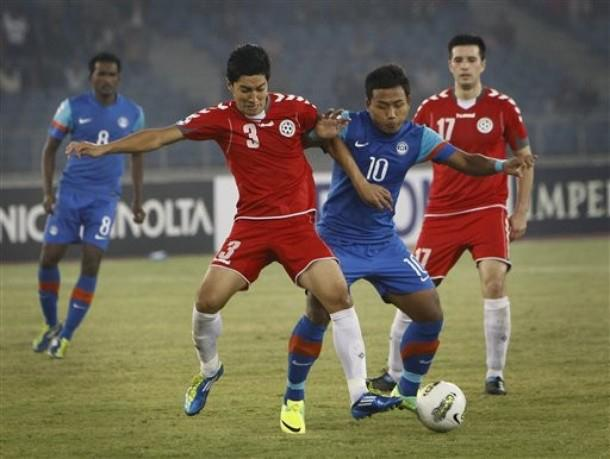
Jeje Lalpekhlua contro l'Afghanistan nel 2011.

Il 23 febbraio 2011, Lalpekhlua ha giocato la sua prima partita internazionale e ha segnato il suo primo gol per la squadra indiana Under 23 nella vittoria per 2-1 contro il Myanmar.  Il 21 marzo 2011 ha fatto il suo debutto senior nella partita di qualificazione all'AFC Challenge Cup 2012 contro il Taipei cinese e ha anche segnato il suo primo gol. Il 23 marzo 2011 ha segnato altri due gol nella sua seconda partita contro il Pakistan, anche nelle qualificazioni alla Challenge Cup. Il 25 marzo, ha segnato il quarto gol della sua carriera internazionale senior in un pareggio contro il Turkmenistan.  Il 28 luglio 2011 segna un gol in un pareggio per 2-2 contro gli Emirati Arabi Uniti nella fase di qualificazione alla Coppa del Mondo FIFA 2014. Il pareggio fu un momento storico, ma non fu sufficiente per aiutare l'India ad avanzare poiché persero 3-0 nella gara di andata. Poi, il 16 novembre 2011, segnò contro la Malesia in un'amichevole vinta 3-2.  Dopo aver impressionato in una prova con i Rangers della Scozia, Lalpekhlua partecipò al suo primo torneo competitivo, la SAFF Cup e iniziò la prima partita del torneo contro l'Afghanistan il 3 dicembre 2011.  Il suo primo gol non arrivò fino al 7 dicembre 2011, quando segnò contro lo Sri Lanka. Poi, seguì segnando nella finale quando l'India sconfisse l'Afghanistan 4-0 allo stadio Jawaharlal Nehru di Nuova Delhi l'11 dicembre 2011.
Nella storica vittoria per 1-4 contro la Thailandia nella Coppa d'Asia AFC del 2019, ha segnato il quarto e ultimo gol della partita. Tuttavia, l'India ha perso le due partite successive ed è stata eliminata nella fase a gironi.

## Carriera politica
Il 27 marzo 2023 si è unito formalmente al Movimento popolare Zoram ed è stato eletto al collegio elettorale di Tuipui meridionale alle elezioni dell'Assemblea legislativa di Mizoram del 2023.

## Statistiche

### Presenze e reti nei club
| Stagione           | Squadra            | Campionato         | Campionato | Campionato | Coppe nazionali | Coppe nazionali | Coppe nazionali | Coppe continentali | Coppe continentali | Coppe continentali | Altre coppe | Altre coppe | Altre coppe | Totale | Totale |
| Stagione           | Squadra            | Comp               | Pres       | Reti       | Comp            | Pres            | Reti            | Comp               | Pres               | Reti               | Comp        | Pres        | Reti        | Pres   | Reti   |
| ------------------ | ------------------ | ------------------ | ---------- | ---------- | --------------- | --------------- | --------------- | ------------------ | ------------------ | ------------------ | ----------- | ----------- | ----------- | ------ | ------ |
| 2012-2013          | Pune               | IL                 | 19         | 5          | -               | -               | -               | -                  | -                  | -                  | -           | -           | -           | 19     | 5      |
| 2013-2014          | Dempo              | IL                 | 18         | 5          | -               | -               | -               | -                  | -                  | -                  | -           | -           | -           | 18     | 5      |
| 2014               | Chennaiyin         | ISL                | 11+2       | 3+1        | -               | -               | -               | -                  | -                  | -                  | -           | -           | -           | 13     | 5      |
| 2014-2015          | Mohun Bagan        | IL                 | 10         | 1          | -               | -               | -               | -                  | -                  | -                  | -           | -           | -           | 10     | 1      |
| 2015               | Chennaiyin         | ISL                | 8+3        | 5+1        | -               | -               | -               | -                  | -                  | -                  | -           | -           | -           | 11     | 6      |
| 2015-2016          | Mohun Bagan        | IL                 | 14         | 4          | SC              | 1               | 2               | AFC                | 2                  | 1                  | -           | -           | -           | 17     | 7      |
| 2016               | Chennaiyin         | ISL                | 9          | 3          | SC              | 0               | 0               | -                  | -                  | -                  | -           | -           | -           | 9      | 3      |
| 2016-2017          | Mohun Bagan        | IL                 | 18         | 5          | SC              | 3               | 1               | -                  | -                  | -                  | -           | -           | -           | 21     | 6      |
| Totale Mohun Bagan | Totale Mohun Bagan | Totale Mohun Bagan | 27         | 10         |                 | 4               | 3               |                    | 2                  | 1                  | -           | -           | -           | 33     | 14     |
| 2017-2018          | Chennaiyin         | ISL                | 17+3       | 7+2        | SC              | 0               | 0               | -                  | -                  | -                  | -           | -           | -           | 20     | 9      |
| 2018-2019          | Chennaiyin         | ISL                | 15         | 1          | SC              | 2               | 1               | AFC Cup            | 5                  | 1                  | -           | -           | -           | 22     | 3      |
| 2019-2020          | Chennaiyin         | ISL                | 0          | 0          | -               | -               | -               | -                  | -                  | -                  | -           | -           | -           | 0      | 0      |
| Totale Chennaiyin  | Totale Chennaiyin  | Totale Chennaiyin  | 68         | 19         |                 | 2               | 1               |                    | 5                  | 1                  |             | -           | -           | 75     | 21     |
| 2020-2021          | East Bengal        | ISL                | 7          | 1          | -               | -               | -               | -                  | -                  | -                  | -           | -           | -           | 7      | 1      |
| Totale carriera    | Totale carriera    | Totale carriera    | 139        | 40         |                 | 6               | 4               |                    | 7                  | 2                  |             | -           | -           | 152    | 46     |

#### Cronologia presenze e reti in nazionale
| Cronologia completa delle presenze e delle reti in nazionale ― India | Cronologia completa delle presenze e delle reti in nazionale ― India | Cronologia completa delle presenze e delle reti in nazionale ― India | Cronologia completa delle presenze e delle reti in nazionale ― India | Cronologia completa delle presenze e delle reti in nazionale ― India | Cronologia completa delle presenze e delle reti in nazionale ― India | Cronologia completa delle presenze e delle reti in nazionale ― India | Cronologia completa delle presenze e delle reti in nazionale ― India |
| Data                                                                 | Città                                                                | In casa                                                              | Risultato                                                            | Ospiti                                                               | Competizione                                                         | Reti                                                                 | Note                                                                 |
| -------------------------------------------------------------------- | -------------------------------------------------------------------- | -------------------------------------------------------------------- | -------------------------------------------------------------------- | -------------------------------------------------------------------- | -------------------------------------------------------------------- | -------------------------------------------------------------------- | -------------------------------------------------------------------- |
| 31-08-2015                                                           | Pune                                                                 | India                                                                | 0 – 0                                                                | Nepal                                                                | Amichevole                                                           | -                                                                    | 66’                                                                  |
| 08-09-2015                                                           | Bangalore                                                            | India                                                                | 0 – 3                                                                | Iran                                                                 | Qual. Mondiali 2018                                                  | -                                                                    | 81’                                                                  |
| 08-10-2015                                                           | Aşgabat                                                              | Turkmenistan                                                         | 2 – 1                                                                | India                                                                | Qual. Mondiali 2018                                                  | 1                                                                    |                                                                      |
| 13-10-2015                                                           | Mascate                                                              | Oman                                                                 | 3 – 0                                                                | India                                                                | Qual. Mondiali 2018                                                  | -                                                                    |                                                                      |
| 12-11-2015                                                           | Bangalore                                                            | India                                                                | 1 – 0                                                                | Guam                                                                 | Qual. Mondiali 2018                                                  | -                                                                    | 63’                                                                  |
| 25-12-2015                                                           | Thiruvananthapuram                                                   | Sri Lanka                                                            | 0 – 2                                                                | India                                                                | SAFF Championship 2015 - 1º turno                                    | -                                                                    |                                                                      |
| 27-12-2015                                                           | Thiruvananthapuram                                                   | India                                                                | 4 – 1                                                                | Nepal                                                                | SAFF Championship 2015 - 1º turno                                    | -                                                                    | 70’                                                                  |
| 31-12-2015                                                           | Thiruvananthapuram                                                   | India                                                                | 3 – 2                                                                | Maldive                                                              | SAFF Championship 2015 - Semifinale                                  | 2                                                                    |                                                                      |
| 03-01-2016                                                           | Thiruvananthapuram                                                   | India                                                                | 2 – 1 dts                                                            | Afghanistan                                                          | SAFF Championship 2015 - Finale                                      | 1                                                                    | 32’                                                                  |
| 24-03-2016                                                           | Teheran                                                              | Iran                                                                 | 4 – 0                                                                | India                                                                | Qual. Mondiali 2018                                                  | -                                                                    |                                                                      |
| 29-03-2016                                                           | Kochi                                                                | India                                                                | 1 – 2                                                                | Turkmenistan                                                         | Qual. Mondiali 2018                                                  | -                                                                    |                                                                      |
| 02-06-2016                                                           | Vientiane                                                            | Laos                                                                 | 0 – 1                                                                | India                                                                | Qual. Coppa d'Asia 2019                                              | 1                                                                    | 71’                                                                  |
| 07-06-2016                                                           | Guwahati                                                             | India                                                                | 6 – 1                                                                | Laos                                                                 | Qual. Coppa d'Asia 2019                                              | 2                                                                    |                                                                      |
| 13-08-2016                                                           | Thimphu                                                              | Bhutan                                                               | 0 – 3                                                                | India                                                                | Amichevole                                                           | 1                                                                    |                                                                      |
| 03-09-2016                                                           | Mumbai                                                               | India                                                                | 4 – 1                                                                | Porto Rico                                                           | Amichevole                                                           | 1                                                                    | 77’                                                                  |
| 22-03-2017                                                           | Phnom Penh                                                           | Cambogia                                                             | 2 – 3                                                                | India                                                                | Amichevole                                                           | 1                                                                    | 46’                                                                  |
| 28-03-2017                                                           | Yangon                                                               | Birmania                                                             | 0 – 1                                                                | India                                                                | Qual. Coppa d'Asia 2019                                              | -                                                                    |                                                                      |
| 06-06-2017                                                           | Mumbai                                                               | India                                                                | 2 – 0                                                                | Nepal                                                                | Amichevole                                                           | 1                                                                    |                                                                      |
| 13-06-2017                                                           | Bangalore                                                            | India                                                                | 1 – 0                                                                | Kirghizistan                                                         | Qual. Coppa d'Asia 2019                                              | -                                                                    | 80’                                                                  |
| 19-08-2017                                                           | Mumbai                                                               | India                                                                | 2 – 1                                                                | Mauritius                                                            | Amichevole                                                           | -                                                                    | 88’                                                                  |
| 24-08-2017                                                           | Mumbai                                                               | India                                                                | 1 – 1                                                                | Saint Kitts e Nevis                                                  | Amichevole                                                           | -                                                                    | 87’                                                                  |
| 05-09-2017                                                           | Taipa                                                                | Macao                                                                | 0 – 2                                                                | India                                                                | Qual. Coppa d'Asia 2019                                              | -                                                                    | 87’                                                                  |
| 11-10-2017                                                           | Bangalore                                                            | India                                                                | 4 – 1                                                                | Macao                                                                | Qual. Coppa d'Asia 2019                                              | 1                                                                    |                                                                      |
| 14-11-2017                                                           | Margao                                                               | India                                                                | 2 – 2                                                                | Birmania                                                             | Qual. Coppa d'Asia 2019                                              | 1                                                                    |                                                                      |
| 27-03-2018                                                           | Biškek                                                               | Kirghizistan                                                         | 2 – 1                                                                | India                                                                | Qual. Coppa d'Asia 2019                                              | 1                                                                    |                                                                      |
| 01-06-2018                                                           | Mumbai                                                               | India                                                                | 5 – 0                                                                | Taiwan                                                               | Coppa Intercontinentale 2018 - 1º turno                              | -                                                                    |                                                                      |
| 04-06-2018                                                           | Mumbai                                                               | India                                                                | 3 – 0                                                                | Kenya                                                                | Coppa Intercontinentale 2018 - 1º turno                              | 1                                                                    | 85’                                                                  |
| 07-06-2018                                                           | Mumbai                                                               | India                                                                | 1 – 2                                                                | Nuova Zelanda                                                        | Coppa Intercontinentale 2018 - 1º turno                              | -                                                                    | 46’                                                                  |
| 10-06-2018                                                           | Mumbai                                                               | India                                                                | 2 – 0                                                                | Kenya                                                                | Coppa Intercontinentale 2018 - Finale                                | -                                                                    | 61’                                                                  |
| 13-10-2018                                                           | Suzhou                                                               | Cina                                                                 | 0 – 0                                                                | India                                                                | Amichevole                                                           | -                                                                    | 79’                                                                  |
| 27-12-2018                                                           | Abu Dhabi                                                            | Oman                                                                 | 0 – 0                                                                | India                                                                | Amichevole                                                           | -                                                                    | 46’                                                                  |
| 06-01-2019                                                           | Abu Dhabi                                                            | Thailandia                                                           | 1 – 4                                                                | India                                                                | Coppa d'Asia 2019 - 1º turno                                         | 1                                                                    | 78’                                                                  |
| 10-01-2019                                                           | Abu Dhabi                                                            | India                                                                | 0 – 2                                                                | Emirati Arabi Uniti                                                  | Coppa d'Asia 2019 - 1º turno                                         | -                                                                    | 46’                                                                  |
| 14-01-2019                                                           | Sharjah                                                              | India                                                                | 0 – 1                                                                | Bahrein                                                              | Coppa d'Asia 2019 - 1º turno                                         | -                                                                    | 46’                                                                  |
| Totale                                                               |                                                                      | Presenze                                                             | 34                                                                   |                                                                      | Reti                                                                 | 16                                                                   |                                                                      |

## Palmarès

### Club
- I-League: 1

Mohun Bagan: 2014-15
- Indian Super League: 2

Chennaiyin: 2015, 2017-2018

### Nazionale
- SAFF Championship: 1

2015
- Coppa Intercontinentale (India): 1

2018

### Individuale
- Indian Super League Emerging Player of the League: 1

Chennaiyin: 2015